# Zumberge Coast

Wybrzeże na mapie Półwyspu Antarktycznego

Zumberge Coast (hiszp. Acantilados Zumberge) – część wschodniego wybrzeża Ziemi Ellswortha na Antarktydzie Zachodniej, na zachód i południe od Orville Coast.
Przylega do niego zachodnia część Lodowca Szelfowego Ronne. Granice tego wybrzeża wyznaczają wejście do zatoki Hercules Inlet i przylądek Zumberge. Na mapy naniosła je United States Geological Survey na podstawie zdjęć lotniczych U.S. Navy z lat 1961–1966 i satelitarnych z programu Landsat, z lat 1973–1974. Wybrzeże zostało nazwane przez Komitet doradczy ds. nazewnictwa Antarktyki na cześć geologa i glacjologa Jamesa Zumberge, który kierował badaniami Lodowca Szelfowego Rossa w latach 1957–1964.